# Phanerotomella bisulcata
Phanerotomella bisulcata är en stekelart som först beskrevs av Herrich-Schäffer 1838.  Phanerotomella bisulcata ingår i släktet Phanerotomella och familjen bracksteklar. Inga underarter finns listade i Catalogue of Life.